# 구마모토번

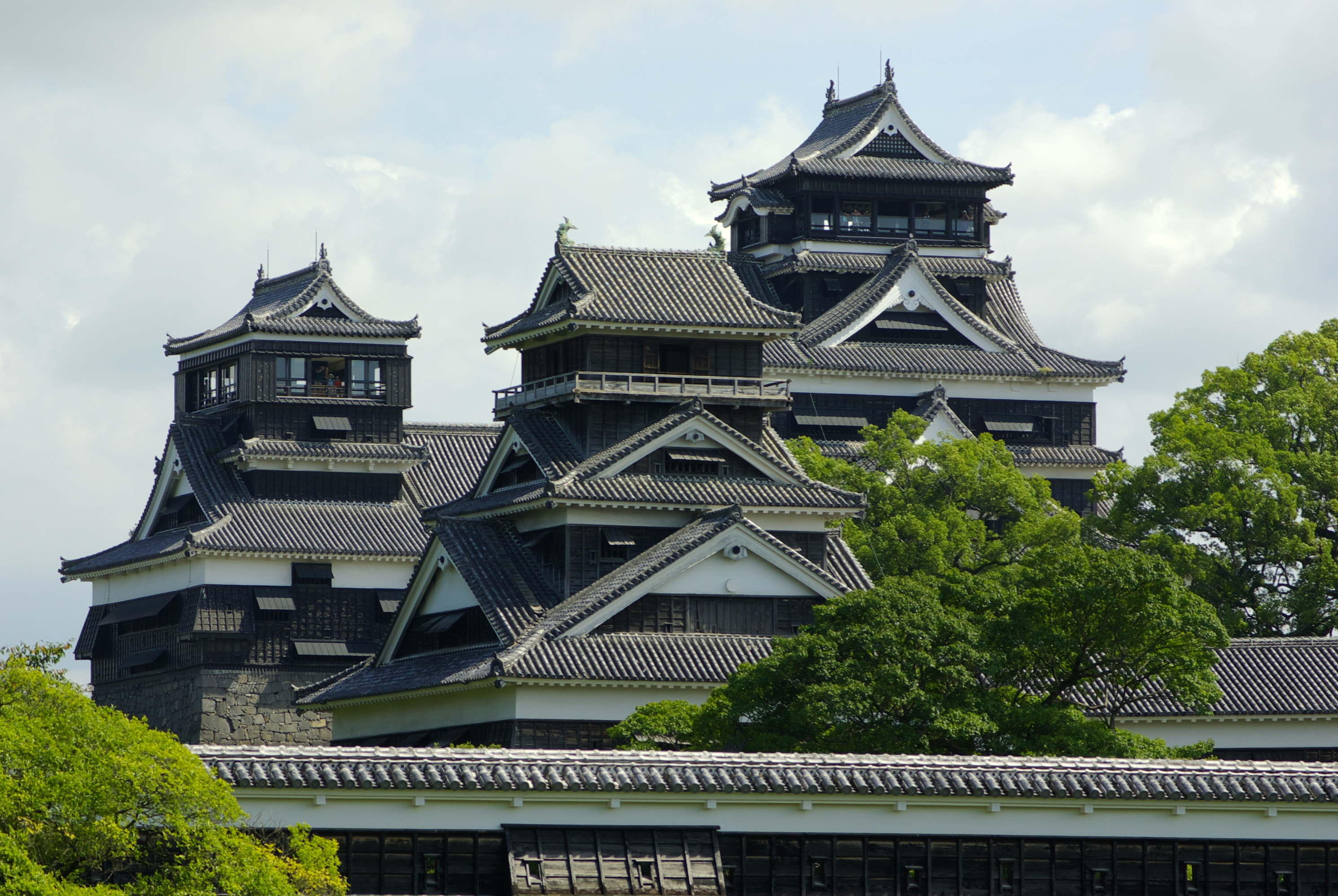
쿠마모토성

구마모토번(일본어: 熊本藩 쿠마모토한[*])은 1600년부터 1871년까지 존재한 번이다. 고쿠다카는 52만석 (호소카와가 시대에 8대령과 양지번을 분봉한 후, 고직해서 54만석)이다. 1871년 히고국 (구마모토현)의 타마군・아마쿠사군을 제외한 지역과 분고국 (오이타현)의 일부 (츠루사키・사가노세키 등)을 지행했다. 히고번(肥後藩)으로 부르기도 한다. 번청은 구마모토성(현 구마모토시 소재)에 두었다. 히고 일원을 영유하고 있지 않지만 국부 다이묘로 여겨졌다.

## 역대 번주

### 가토가
토자마 다이묘 52만석 (1600년 ~ 1632년)
| 대 | 이름                  | 초상화 | 관위              | 재임기간                                 | 향년 | 비고 |
| -- | --------------------- | ------ | ----------------- | ---------------------------------------- | ---- | ---- |
| 1  | 카토 키요마사加藤清正 |        | 종4위하히고노카미 | 게이초 5년 ~ 게이초 16년 1600년 ~ 1611년 | 49   |      |
| 2  | 카토 타다히로加藤忠広 |        | 종4위하시종       | 게이초 16년 ~ 간에이 9년 1611년 ~ 1632년 | 52   |      |

### 호소카와가
토자마 다이묘 54만석 (1632년 ~ 1871년)
| 대 | 이름                      | 초상화 | 관위                 | 재임기간                                 | 향년 | 비고                                                        |
| -- | ------------------------- | ------ | -------------------- | ---------------------------------------- | ---- | ----------------------------------------------------------- |
| 1  | 호소카와 타다토시細川忠利 |        | 종4위하좌근위권소장  | 간에이 9년 ~ 간에이 18년 1632년 ~ 1641년 | 54   | 부젠 고쿠라번에서 전봉                                      |
| 2  | 호소카와 미츠나오細川光尚 |        | 종4위하 히고노카미   | 간에이 18년 ~ 게이안 2년 1641년 ~ 1649년 | 30   |                                                             |
| 3  | 호소카와 츠나토시細川綱利 |        | 종4위하 좌근위권소장 | 게이안 2년 ~ 쇼토쿠 2년 1649년 ~ 1712년  | 71   |                                                             |
| 4  | 호소카와 노부노리細川宣紀 |        | 종4위하 엣츄노카미   | 쇼토쿠 2년 ~ 교호 17년 1712년 ~ 1732년   | 55   | 히고 신덴번 번주・호소카와 토시시게의 아들, 츠나토시의 조카 |
| 5  | 호소카와 무네타카細川宗孝 |        | 종4위하 엣츄노카미   | 교호 17년 ~ 엔쿄 4년 1732년 ~ 1747년     | 31   |                                                             |
| 6  | 호소카와 시게카타細川重賢 |        | 종4위하 시종         | 엔쿄 4년 ~ 덴메이 5년 1747년 ~ 1785년    | 66   |                                                             |
| 7  | 호소카와 하루토시細川治年 |        | 종4위하 엣츄노카미   | 덴메이 5년 ~ 덴메이 7년 1785년 ~ 1787년  | 29   |                                                             |
| 8  | 호소카와 나리시게細川斉茲 |        | 종4위하 엣츄노카미   | 덴메이 7년 - 분카 7년 1787년 ~ 1810년    | 80   | 우토번주 호소카와 오키노리의 아들                           |
| 9  | 호소카와 나리타츠細川斉樹 |        | 종4위하 엣츄노카미   | 분카 7년 ~ 분세이 9년 1810년 ~ 1826년    | 29   |                                                             |
| 10 | 호소카와 나리모리細川斉護 |        | 종4위하 시종         | 분세이 9년 ~ 만엔 원년 1826년 ~ 1860년   | 55   | 우토번주 호소카와 타츠유키의 아들                           |
| 11 | 호소카와 요시유키細川慶順 |        | 정4위좌근위권중장    | 만엔 원년 ~ 메이지 3년 1860년 ~ 1870년   | 41   |                                                             |
| 12 | 호소카와 노부타카細川喜廷 |        | 종4위하 우쿄노다이부 | 메이지 3년 ~ 메이지 4년 1870년 ~ 1871년  | 44   |                                                             |

## 지번
- 우토번
- 히고 신덴번

## 같이 보기
- 폐번치현